# Сонам Пелзом
Сонам Пелзом (дзонґ-ке བསོད་ནམས་དཔལ་འཛོམས, англ. Sonam Pelzom) — бутанська політична діячка, безпартійний член Національної ради Бутану, яка була обрана до парламенту 10 травня 2018 року від дзонгхагу Монгар. До своєї політичної діяльності проживала в селі Дрангмалінг (дзонґ-ке དྲངམ་གླིང་, англ. Drangmaling) в гевозі Цаманг. Має кваліфікацію бакалавра мистецтв зі спеціалізацією в дзонг-ке та географії. Працювала вчителем, включаючи викладання англійської мови в Таїланді. У своїх передвиборчих обіцянках стверджувала себе як жінку, яка просуває роль жінки як провідника змін для поліпшення світу і якості життя людей та для збільшення видимості і чутністі голосів жінок.
Вона є однією з чотирьох жінок серед членів Національної ради Бутану скликання 2018 і однією з двох жінок, які стали депутатами цього скликання в результаті виборів. Другою вибраною членкинею є Лхакі Долма від дзонгхагу Пунакха.
Вона опікується створенням сприятливих умов для входження в політику більшої кількості жінок, створюванням обізнаністі людей.